# Johanna Lüttge
Johanna Lüttge (poročena Hübner in Langer), nemška atletinja, * 10. marec 1936, Gebesee, Nemčija.
Nastopila je na poletnih olimpijskih igrah v letih 1956, 1960 in 1964, leta 1960 osvojila naslov olimpijske podprvakinje v suvanju krogle, leta 1964 je bila deveta, leta 1956 pa enajsta. Dvakrat je bila četrta na evropskih prvenstvih.